# 초대받지 않은 손님
《초대받지 않은 손님》(Guess Who's Coming To Dinner)은 미국에서 제작된 스탠리 크레이머 감독의 1967년 드라마, 가족 영화이다. 스펜서 트레이시 등이 주연으로 출연하였고 스탠리 크레이머 등이 제작에 참여하였다.

## 줄거리
1967년, 23세의 백인 여성 조안나 드레이튼은 하와이 휴가에서 돌아와 샌프란시스코에 있는 부모님 집으로 돌아오는데, 37세의 흑인 홀아비 존 프렌티스 박사와 함께한다. 두 사람은 10일간의 로맨스 끝에 약혼했다. 조안나의 부모님은 신문 편집자인 맷 드레이튼과 미술관을 운영하는 그의 아내 크리스티나이다. 드레이튼 부부는 진보적인 성향이지만, 딸이 다른 인종의 남자와 약혼했다는 사실에 충격을 받는다. 크리스티나는 점차 상황을 받아들이지만, 맷은 두 사람이 겪을 불행과 극복하기 어려워 보이는 문제들 때문에 반대한다.
조안나는 모르는 사이에, 존은 드레이튼 부모에게 두 사람 모두가 축복하지 않으면 약혼을 철회하겠다고 말한다. 설상가상으로, 존은 곧 세계보건기구에서 일하기 위해 3개월간 제네바로 떠날 예정이다. 드레이튼 부부의 대답에 따라 조안나가 그를 따라갈지 결정될 것이다. 조안나는 존의 부모님을 로스앤젤레스에서 비행기로 모셔와 그날 저녁 식사에 초대한다. 존은 자신의 약혼녀가 백인이라는 사실을 그들에게 말하지 않았다. 맷의 골프 친구인 몬시뇰 마이크 라이언이 도착하여 맷과 두 사람에게 약혼을 지지한다고 말한다. 라이언은 자신의 오랜 진보적 친구의 원칙이 현실과 부딪히는 것을 보며 즐거워한다. 크리스티나는 맷에게 자신도 맷과 싸우는 한이 있더라도 조안나를 지지한다고 말한다. 크리스티나는 시끄럽게 간섭하며 크리스티나의 상황에 동정을 표하는 편협한 미술관 매니저 힐러리 세인트 조지를 해고한다.
존의 부모님인 프렌티스 부부가 도착하여 조안나가 백인이라는 사실을 알고 충격을 받는다. 두 어머니는 이것이 예상치 못한 일이었지만 자녀들을 지지하기로 동의한다. 두 아버지는 만나서 이 불행한 상황에 대한 불만을 표한다. 몬시뇰은 맷의 반대에도 불구하고 존에게 약혼을 철회하지 말라고 조언한다. 존과 그의 아버지는 세대 차이에 대해 논의한다. 존의 어머니는 맷에게 그와 남편이 사랑에 빠졌을 때의 감정을 잊었으며, 진정한 로맨스를 기억하지 못해서 생각이 흐려졌다고 말한다. 존은 맷에게 결혼을 반대한다고 말할 "용기"가 없다고 꾸짖는다. 마침내 맷은 약혼에 대한 자신의 결정을 모두에게 밝힌다. 그는 자신이 진정한 로맨스가 무엇인지 기억한다고 결론 내린다. 그는 두 사람이 엄청난 문제에 직면할지라도, 그것을 극복할 방법을 찾아야 하며, 자신은 그것을 막을 권리가 없다는 것을 처음부터 알고 있었기에 결혼을 승인할 것이라고 말한다. 가족과 몬시뇰은 식당으로 가서 저녁 식사를 한다.

## 출연

### 주연
- 스펜서 트레이시
- 시드니 포이티어
- 캐서린 헵번

### 조연
- 캐서린 호튼

## KBS 성우진 (2002년 3월 31일)
- 서혜정 - 조안나(캐서린 휴턴)
- 박상일 - 존(시드니 포이티어)
- 이완호 - 조안나 아버지(스펜서 트레이시)
- 이선영 - 조안나 어머니(캐서린 헵번)
- 노민 - 존 아버지(로이 글렌)
- 나수란 - 존 어머니(베아 리처즈)
- 황원 - 주교(세실 켈러웨이)
- 성선녀 - 틸리(버지니아 크리스틴)
- 배정미
- 김영진
- 김승태

## 기타
- 제작책임: 아이반 보크먼
- 협력프로듀서: 조지 글래스
- 미술: 로버트 클랫워시
- 의상: 진 루이스